# Lovrečka Velika
 Lovrečka Velika  falu Horvátországban Zágráb megyében. Közigazgatásilag Vrbovechez tartozik.

## Fekvése
Zágrábtól 38 km-re északkeletre, községközpontjától 5 km-re északra fekszik.

## Története
A település nevét a Velika-patakról kapta, amely átfolyik rajta. Első írásos említése 1244-ben még nemesi birtokként történt. Régen Velika Lovrečina volt a neve. 1857-ben 167, 1910-ben 299 lakosa volt. Trianonig Belovár-Kőrös vármegye Kőrösi járásához tartozott. 2001-ben 194 lakosa volt.

## Lakosság
| Lakosság változása | Lakosság változása | Lakosság változása | Lakosság változása | Lakosság változása | Lakosság változása | Lakosság változása | Lakosság változása | Lakosság változása | Lakosság változása | Lakosság változása | Lakosság változása | Lakosság változása | Lakosság változása | Lakosság változása |
| ------------------ | ------------------ | ------------------ | ------------------ | ------------------ | ------------------ | ------------------ | ------------------ | ------------------ | ------------------ | ------------------ | ------------------ | ------------------ | ------------------ | ------------------ |
| 1857               | 1869               | 1880               | 1890               | 1900               | 1910               | 1921               | 1931               | 1948               | 1953               | 1961               | 1971               | 1981               | 1991               | 2001               |
| 167                | 242                | 310                | 367                | 409                | 299                | 343                | 310                | 307                | 271                | 245                | 236                | 234                | 190                | 194                |

## Nevezetességei
- "Budim" középkori régészeti lelőhely.
- "Graba" középkori régészeti lelőhely.
- "Zvezda" középkori régészeti lelőhely.

## Külső hivatkozások
Vrbovec város hivatalos oldala